# Soulja Boy
DeAndre Cortez Way (Chicago, 28 juli 1990), beter bekend als Soulja Boy Tell 'Em of kortweg Soulja Boy, is een Amerikaanse rapper, producer, acteur en ondernemer.
Zijn single "Crank That (Soulja Boy)" bereikte in september 2007 de eerste plaats in de Billboard Hot 100. Op 17 augustus 2010 stond DeAndre op plaats 18 op de Forbes Hip-Hop Cash Kings lijst, omdat hij dat jaar $7 miljoen had verdiend met zijn muziek.
Soulja Boy heeft tot nu toe drie studioalbums en een album in eigen beheer (Unsigned and Still Major: Da Album Before da Album) uitgebracht. Zijn debuutalbum souljaboytellem.com werd door de Amerikaanse RIAA met platinum beoordeeld, wat betekent dat het album meer dan 1 miljoen keer was verkocht. Zijn latere albums iSouljaBoyTellEm en The DeAndre Way haalden dit succes niet, ondanks een drietal topsingles die op de albums verwerkt waren.
In 2011 maakte DeAndre bekend dat zijn vierde studioalbum in 2014 uit zou komen. Na deze uitspraak is er nog steeds weinig bekend over het nieuwe album van Soulja Boy, behalve dat het waarschijnlijk USA DRE zal gaan heten. In november 2014 werd bekend dat zijn vierde studioalbum Loyalty zal gaan heten en op 2 december uitgebracht zou worden. Het album is verplaatst naar 23 december, 30 december en later naar 3 februari 2015.

## Biografie
DeAndre werd geboren op 28 juli 1990 in Chicago. Op zijn zesde verhuisde hij naar Atlanta waar hij voor het eerst kennismaakte met rap. Op zijn veertiende verhuisde hij met zijn vader naar Batesville, waar zijn vader een opnamestudio voor zijn zoon inrichtte.

## Carrière

### 2005-2007:Da Album Before da Album
In november 2005 begon Soulja Boy met het plaatsen van zijn eigen nummers op de website SoundClick, alwaar hij positieve reacties kreeg van bezoekers. Hij ging zijn nummers vervolgens in combinatie met videoclips ook plaatsen op de sociale netwerken Myspace en YouTube. De video van "Crank That (Soulja Boy)" werd op YouTube een groot succes. Eind mei 2007 bracht hij Unsigned and Still Major: Da Album Before da Album uit. Diezelfde maand kwam Soulja in aanraking met Mr. Collipark van Collipark Music en kreeg hij een platencontract bij Interscope Records.

### 2007-2008:Souljaboytellem.com
Op 27 augustus 2007 was zijn lied te horen in de televisieserie Entourage. Op 1 september datzelfde jaar kwam zijn hit op plaats 1 in de Billboard Hot 100 en de Hot RingMasters.
Op 2 oktober 2007 kwam zijn eerste studioalbum, Souljaboytellem.com, uit. Deze kreeg veel positieve beoordelingen, maar ook negatieve, zoals van Entertainment Weekly. Het album stond binnen korte tijd op plaats 4 van de Top R&B/Hip-Hop Albums en de Billboard Album Top 100.

### 2008-2009:iSouljaBoyTellEm
Op 16 december 2008 verscheen DeAndre zijn tweede studioalbum, iSouljaboytellem. Het album werd met veel kritiek ontvangen. De eerste single van het album, "Bird Walk", behaalde plek 40 op
de Hot R&B/Hip-Hop Songs lijst. "Kiss Me Thru the Phone" behaalde plek 4 op diezelfde lijst. Dat nummer verkocht meer dan 2 miljoen kopieën en het werd hiermee de tweede single van DeAndre die de platinum status behaalde.
Op 26 januari 2009 bracht Soulja zijn derde single van het album uit: "Turn My Swag On". Het werd het derde nummer van hem die de 1 miljoen kopieën passeerde.

### 2009-2010:The DeAndre Way
Op 30 november 2010 verscheen Soulja's derde studioalbum The DeAndre Way.

### 2011
Sinds 2011 blijft Soulja Boy zich vooral bezighouden met het uitbrengen van mixtapes en ep's via de iTunes Store. In de tussentijd heeft hij samengewerkt met vele grote artiesten, zoals: Drake, Nicki Minaj, Busta Rhymes, Lil Wayne, Migos.

## Stacks on Deck Entertainment
Way richtte het label SOD Entertainment op toen hij nog onder contract stond bij Interscope en Collipark. Tot nu toe is Way de enige die een album heeft uitgebracht op het label.

### Artiesten
| Artiest    | Jaar van tekenen |
| ---------- | ---------------- |
| Souja Boy  | 2004             |
| JBar       | 2008             |
| M2ThaK     | 2011             |
| DJ Wats    | 2014             |
| Lil 100    | 2014             |
| Paul Allen | 2014             |
| Shawty Boy | 2014             |
| Jski       | 2014             |
| J. Takin   | 2014             |
| Agoff      | 2014             |

### Voormalige artiesten
| Lil B     |
| Riff Raff |
| John Boy  |
| Arab 2059 |
| D.Flores  |

## Discografie

### Albums
- 2007 - Unsigned and Still Major: Da Album Before da Album
- 2007 - Souljaboytellem.com
- 2008 - iSouljaBoyTellem
- 2010 - The DeAndre Way
- 2014 - Loyalty

### Ep's
- 2013 - All Black

## Prijzen en nominaties
- BET Awards
  - 2007: Best New Artist (Nominatie)
  - 2008: Viewer's Choice Award: "Crank That (Soulja Boy)" (Nominatie)
  - 2009: Viewer's Choice Award: "Kiss Me Thru the Phone" (Nominatie)
- BET Hip-Hop Awards
  - 2007: Best Hip-Hop Dance (Award)
- Grammy Awards
  - 2008: Best Rap Song: "Crank That (Soulja Boy)" (Nominatie)
- Ozone Awards
  - 2007: Patiently Waiting: Mississippi (Award)
  - 2008: Best Breakthrough Artist (Nominatie)
  - 2008: TJ's DJ's Tastemaker Award (Nominatie)
- Nickelodeon Kids' Choice Awards
  - 2007: Favorite Male Singer (Nominatie)
- Teen Choice Awards
  - 2009: Choice Music: Rap Artist (Nominatie)
  - 2009: Choice Music: R&B Track for "Kiss Me Thru the Phone" (Nominatie)
  - 2009: Choice Music: Hook Up for "Kiss Me Thru the Phone" (Nominatie)
  - 2009: Choice Music: Artist (Nominatie)
  - 2010: Choise Music: Born (Nominatie)
  - 2011: Choise Music: Juice (Nominatie)

- Bibliothèque nationale de France: cb15591648g (data)
- Gemeinsame Normdatei: 135502764
- International Standard Name Identifier: 0000 0001 1476 7294
- Library of Congress Control Number: no2007128688
- MusicBrainz: 29eead4d-3793-4625-8727-c03edbb38b8b
- Nationale Bibliotheek van Tsjechië: xx0078104
- Virtual International Authority File: 85813826
- WorldCat: E39PBJjhFr6wdhX4Bv3h979bh3